# Emoção em animais

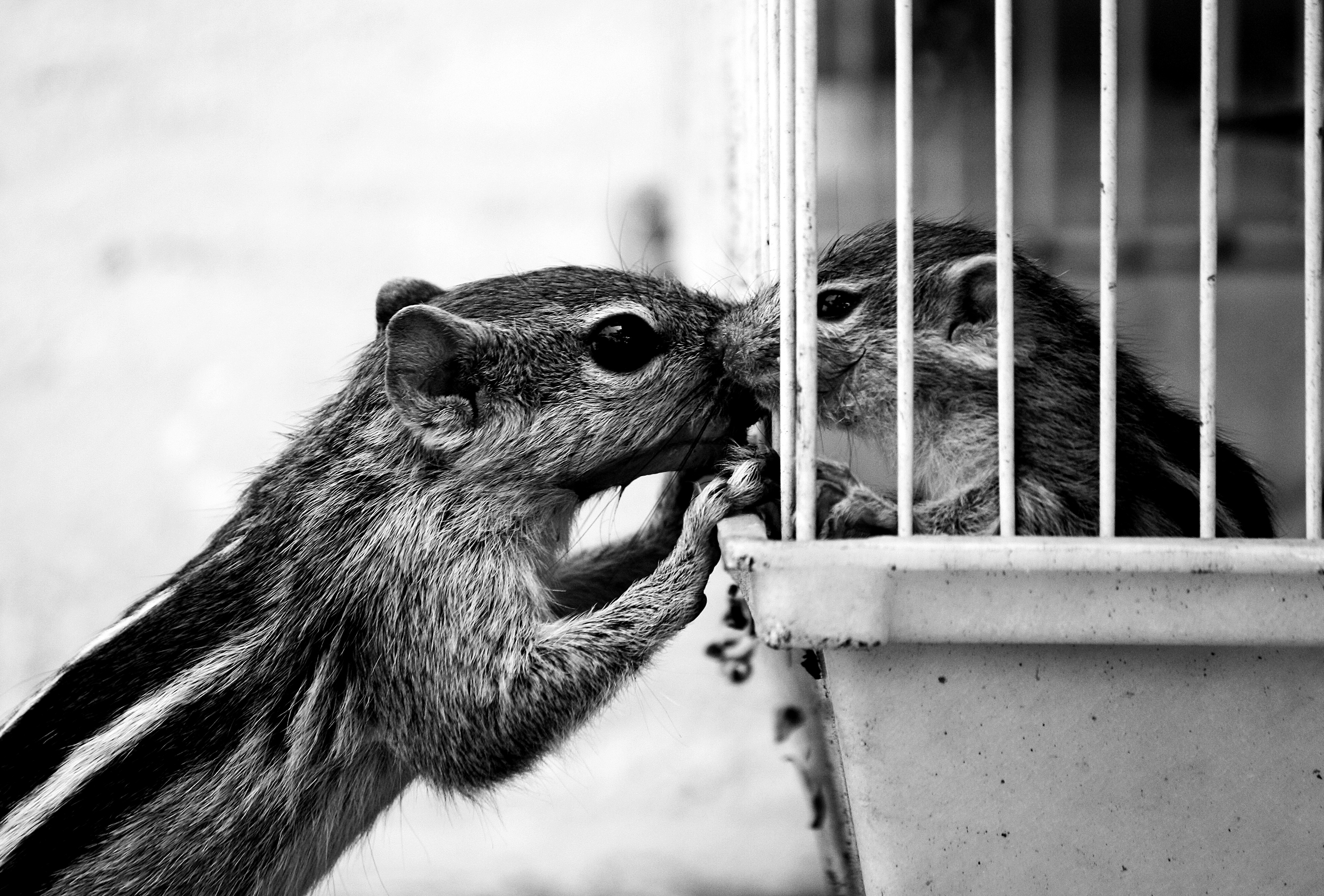
Um esquilo da espécie Funambulus palmarum partilha sentimentos emocionais com a sua cria que se encontra enjaulado. Foto de junho de 2011 em Batticaloa, Sri Lanka.

O estudos das emoções em animais, apesar de difícil, é essencial para que haja o entendimento da visão de mundo da perspectiva dos animais. Isso é muito importante para os estudos de bem-estar animal, pois é preciso considerar as experiências de vida e evolução únicas de cada animal para aplicar qualquer conhecimento ao tratamento com eles. Assim como em humanos, não é possível estudar as emoções em animais de forma direta, porém isso não significa que elas não existam. Os estados emocionais de muitos animais são facilmente reconhecíveis. Muitos aspectos observáveis podem ser usados para fazer inferências a respeito do que estão sentindo. As expressões faciais, os olhares, a postura, os sons e cheiros emitidos são indicadores de respostas emocionais a determinadas situações. Uma boa observação do comportamento pode proporcionar inferências certeiras a respeito da próxima ação daquele animal, baseando-se em seu estado emocional.
Charles Darwin foi um dos primeiros cientistas a escrever sobre a existência e a natureza das emoções em animais. Sua abordagem observacional e às vezes simples tornou-se uma abordagem científica mais complexa, baseadas em hipóteses. As hipóteses gerais relacionadas as interações entre humanos e animais também suportam a afirmação de que os animais podem sentir emoções e que as emoções humanas evoluíram a partir dos mesmos mecanismos. Foram desenvolvidos vários testes, como testes de viés cognitivo e respostas de sentimentos de otimismo ou pessimismo foram mostrados em uma ampla gama de espécies, incluindo ratos, cachorros, gatos, ovelhas, porcos  e abelhas. Porém testes científicos estão sendo realizados para caracterizar as respostas cognitivas dos animais como ações realizados em resposta à um estímulo específico e não como sentimentos propriamente ditos.
O fato é que não existe um consenso científico sobre as emoções dos animais, no entanto algumas evidências sustentam a afirmação de que os animais não-humanos possuem afectividade e que as emoções humanas evoluíram a partir dos mesmos mecanismos. A emoção dos animais está inerente ao estudo sobre a suposição da existência de emoções em alguns animais vertebrados e outros invertebrados, principalmente sobre aves e mamíferos.

## Etimologia e definições
A palavra 'emoção' data da época de 1650, adaptada de uma palavra do latim emovere onde o e- significa "fora" e movere significa "movimento". As emoções foram descritas como respostas a eventos internos ou externos que têm um significado particular para o organismo. As emoções são breves e consistem em um conjunto coordenado de respostas, que podem incluir mecanismos fisiológicos, comportamentais e neurais. Também podem ser definidas como fenômenos psicológicos que ajudam no controle de comportamentos. Porém, por ser um conceito muito amplo, existem muitas discussões acerca de sua definição, e isso ocasiona numa dificuldade de estuda-las, retardando assim, o progresso nessa área de estudo. Sabe-se que elas existem e são muito importantes, tanto para os humanos quanto para os animais.

### Emoções básicas e complexas
Em humanos, as vezes, é feita distinção entre emoções 'básicas' e 'complexas'. Seis emoções são classificas como básicas: raiva, desgosto, medo, felicidade, tristeza e surpresa. Essas emoções primárias, podem ser notadas em várias ações inatas dos animais que muitas vezes garantem sua sobrevivência, mostrando assim, que emoções também são mecanismos adaptativos das espécies reforçados pela seleção natural. Um exemplo disso são as respostas de fuga ou luta ao medo, em que, nem sempre o animal reconhece a fonte do estímulo, mas reconhece o perigo e age a partir disso. As emoções primárias estão relacionadas ao sistema límbico, especialmente à amígdala. Estruturas relacionadas a circuitos emocionais (como o sistema límbico) são comuns a varias espécies e compõem uma base para as emoções primárias.
As emoções complexas que podem ser incluídas são: ciúmes, desprezo e simpatia. De qualquer forma, essa distinção é difícil de ser utilizada em relação aos animais, pois acredita-se que eles expressam emoções muito mais complexas. Apesar disso, brincadeiras sociais entre animais são exemplos de comportamentos no qual eles parecem gostar muito. Muitos brincam incansavelmente, sozinhos ou com outros animais, e até influenciam outros animais a quererem brincar também. Observando esses comportamentos, é muito difícil negar a alegria envolvida. Dados neurobiológicos sustentam essa teoria, e mostram que a química da brincadeira indica alegria: grandes regiões do cérebro são ativadas além da liberação de dopamina.

## Crítica
O argumento de que os animais possam experimentar emoções por muitas vezes é rejeitado já que muitos não acreditam na existência da consciência animal e argumentam que o antropomorfismo influência na perspectiva do individuo, pois deliberadamente tenta justificar atitudes animais e explica-los de acordo com seus próprios conhecimentos. O behaviorismo tem como abordagem a concepção de que toda ação é uma resposta à um estímulo específico, ou seja, os comportamentos positivos são resultados de atitudes que trazem satisfação ao individuo e os negativos que acarretam em situações indesejadas são os comportamentos que tendem a ser evitados. Essa concepção surgiu graças a experimentos que estimulam emoções positivas e negativas nos animais para induzir que eles ajam de determinada maneira.
Outra explicação para as reações expressadas pelos animais seriam as de nível social, sendo assim animais expressam reações como simpatia, constrangimento, vergonha, orgulho e inveja, pois ajudariam os mesmo a conviver em grupo. Para o neurocientista António Damásio, da Universidade de Iowa “Gorilas ficam arrogantes para ganhar o respeito do grupo e cães dão sinais de constrangimento quando levam bronca de seus donos”. Além disso, Damasio formulou uma explicação biológica sobre como as emoções são sentidas nos humanos, podendo até se estender para alguns animais. Ele sugere que diversas estruturas cerebrais mapeiam tanto o organismo, quanto objetos externos para criar o que ele chama de “uma ordem secundaria de representação”. Esse mapeamento cria um senso de “si mesmo”, e assim o indivíduo entende com “quem” tudo está acontecendo.

### A experiência de Pavlov

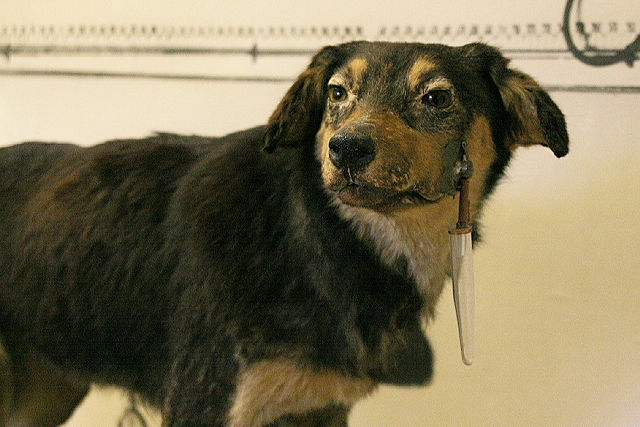
Cachorro usado nos experimentos de Pavlov. Museu de Pavlov, Rússia

Dita como experiência revolucionária, a experiência de cão de Pavlov sintetizou como funciona o condicionamento clássico. Realizado por um médico Russo nos anos 20 com diversos cachorros, os estimulando a ficarem com água na boca sem que se houvesse comida por perto. Essa experiência consistia em que toda vez que os animais eram alimentados o médico tocava uma sineta, com o passar do tempo os mesmo começaram a associar as badaladas com a comida e começavam a babar apenas de ouvir o sino, mesmo que o prato estivesse vazio, provando assim que o seres vivos nascem com certos reflexos, ou seja, podem ser programados para determinadas reações em resposta a um estimulo.

### Abordagem científica
Nos últimos anos, a comunidade científica tornou-se cada vez mais favorável à ideia de emoção em animais. A pesquisa científica forneceu informações sobre as semelhanças das mudanças fisiológicas entre humanos e animais quando experimentam emoção. O ramo da ciência mais próximo de ser responsável pelo estudo das emoções em animais é a etologia, que analisa o comportamento animal. Porém o mesmo só busca explicações causais para o comportamento dos animais, e não emocionais, recorrendo quase sempre aos instintos como justificativa, já que acredita-se ser mais recomendável estudar o comportamento do que tentar chegar a alguma emoção subentendida. Para alguns cientistas é necessário cautela na hora de estudar sobre emoções em animais. já que se acreditarmos que nossos sentimentos são as únicas e verdadeiras experiências que todos os animais possam ter, porém os mesmos podem correr o risco de ser humanizados e de não compreendermos como eles agem, e desrespeitar as emoções deles. Se fosse analisado nas perspectivas de alguns etnólogos há alguns anos, as emoções ocidentais não poderiam ser equiparadas ou possíveis de se existir nas culturas consideradas inferiores, pareciam então não ser necessário se compreender a respeito das emoções em certas tribos montanhesas, como agora parece acontecer quando se quer catalogar os sentimentos em animais.
Além disso, o psicólogo Donald Olding Hebb constatou que os tratadores que atribuem termos psicológicos humanos para descrever certos comportamentos animais eram mais eficientes em prognosticar suas condutas do que os cientistas que se valiam de terminologias mais "objetivas", ou seja, mais descritivas e menos antropomórficas. Em contrapartida, os primeiros trabalhos de Jane Goodall receberam inúmeras críticas por adotar termos humanos e associar em sua apresentação de dados sobre os chimpanzés de Gombe. À mesma época, Desmond Morris apontou os riscos da humanização do comportamento, que teria sido provocado pela grande proximidade evolutiva desses grandes primatas com os humanos.

### Voltaire e René Descartes
Um grande debate surgiu entre filósofos em relação a noção de alma dos seres vivos, este debate acabou sendo servindo como parâmetro para definir as discussões sobre os direitos dos animais. Dois grandes nomes em relação a esse tema foram Voltaire e Descartes que definiram conceitos antagonismos em relacionados a alma dos animais não- humanos. No século XVII, Descartes surge com a premissa de que animais não têm almas, logo não pensam e não sentem dor, trazendo então uma maior liberdade no manejo dos animais, sem necessitar de uma grande preocupação. Em contra partida Voltaire logo intervém e apresenta o pensamento de que os animais são seres dotados de capacidade de desenvolvimento de conhecimento, além de sentimentos, julgando ser características visíveis apenas pelos convívio com os mesmos ao longo da vida. Outro filosofo que surge em defesa dos animais é Jean-Jacques Rousseau que argumenta  em seu prefácio de "Discursos sobre a Desigualdade" que os seres humanos também são animais, embora considere seu intelecto limitado em comparação ao homem, o mesmo acredita que os animais são seres sencientes e por isso devam desfrutar dos mesmos direitos naturais e que o homem não tem o direito de maltrata-los.

## Evidência

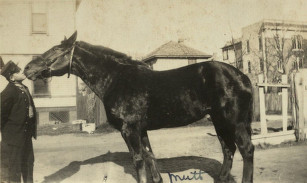
Beijo de um cavalo demostra capacidade de afeição e carinho entre animais e humanos.

Nos últimos anos, pesquisas foram desenvolvidas em larga escala, ampliando o entendimento anterior da linguagem animal, cognição, uso de ferramentas e sexualidade animal.
Os vertebrados são seres sencientes. Têm a capacidade de avaliar as ações dos outros, lembrarem-se das suas próprias ações e consequências, avaliar riscos e ter certos sentimentos e grau de consciência.
Segundo César Ades, professor do Instituto de Psicologia da Universidade de São Paulo (USP) e especialista em comportamento animal, os primatas cujos filhotes morrem, são capazes de os carregarem durante dias, às vezes até que estes se decomponham. Segundo um estudo da pesquisadora inglesa Jane Goodall - que conviveu por anos com chimpanzés em seu habitat natural, revelou-se que algumas crias, quando perdem a sua mãe, revelam emoções semelhantes à dos humanos, sentindo-se deprimidos por longos períodos de tempo.
Um exemplo de laço extremo entre os animais lembrado por Ades está entre o ganso macho e a fêmea, onde há um vínculo que dura a vida inteira. Quando morre a fêmea, o macho perde a sua combatividade e se mostra bastante perturbado e sem energia.
Outro estudo realizado na Universidade de Bristol mostra que as vacas têm uma forte vida sentimental que inclui emoções como a amizade, o rancor ou a frustração. Os bovinos são ainda capazes de sentir emoções fortes como dor, medo e até ansiedade – o que sugere que se preocupam com o futuro. Entretanto, a felicidade pode ser facilmente expressa nestes animais quando encarados a condições adequadas e propícias a si mesmos. Este estudo, coordenado por John Webster, professor de Produção Animal em Bristol e autor do livro Bem-Estar Animal: a Coxear em Direcção ao Éden (Animal Welfare: Limping Towards Éden) desmistificou ainda a ideia comummente aceite de que a inteligência está directamente relacionada com a capacidade de sofrer e que os animais, porque têm cérebros mais pequenos, sofrem menos do que os humanos.
De acordo com Christine Nicol, professora de bem-estar animal na Universidade de Bristol, os animais estão mais próximos dos seres humanos sob o ponto de vista emocional do que até aqui se acreditava. Esta investigadora afirmou ainda que "O nosso desafio é ensinar aos outros que todos os animais que tencionamos comer ou usar são indivíduos complexos, e ajustar a nossa cultura de exploração animal em conformidade".
O escritor contemporâneo e veterinário Richard Pitcairn reitera as afirmações de Charles Darwin: "É uma verdade inegável o fato de que os animais têm estados emocionais e sentimentos. Quem convive com eles pode ver isso facilmente, embora não seja algo de que as pessoas precisam estar intelectualmente convencidas. Não existe dúvida, na minha mente, de que os animais apresentam o mesmo leque de emoções que as pessoas: amor, medo, raiva, tristeza, alegria, e assim por diante". Apesar de não ser ainda possível provar, por meio de observação, se um animal possui sentimentos conscientes, como também não se pode provar o que uma pessoa sente no seu íntimo. Porém, pesquisas indicam que pelo menos alguns animais dispõem da capacidade de autoconsciência. Podemos supor que talvez tenham consciência de suas emoções.
Mamangaba exibem sinais de emoções.
O livro Quando os elefantes choram (When elephants weep) apresenta a relação do choro, até então consideradas as únicas secreções dignamente humanas, associadas pelo autor Jeffrey Moussaieff Masson a uma expressão forte de alguma emoção ligadas a essa determinada espécie animal, no caso os elefantes. O livro apresenta uma visão que tenta transmitir a profundidade com que os animais experimentam as emoções, de uma forma que se aproxima das manifestação até então ditas como unicamente humanas, se tornando cada vez mais difícil delimitar a barreira que nos diferencia dos outros animais.

### Abordagem de Darwin
Charles Darwin inicialmente planejava incluir um capítulo sobre emoção em animais em sua obra a descendência do homem e seleção em relação ao sexo, mas à medida que suas ideias avançavam, eles se expandiam para a obra a expressão das emoções no homem e nos animais. Darwin propôs que as emoções são adaptativas e servem uma função comunicativa e motivacional, além de afirmar três princípios que são úteis na compreensão da expressão emocional. Primeiro: o princípio dos hábitos usáveis assume uma posição Lamarckiana ao sugerir que as expressões emocionais úteis serão transmitidas para a prole. Segundo: o princípio da antítese sugere que existam algumas expressões apenas porque se opõem a uma expressão útil. Em terceiro lugar: o princípio da ação direta do sistema nervoso excitado no corpo sugere que a expressão emocional ocorre quando a energia nervosa ultrapassou um limiar e precisa ser liberada.
Darwin, considerado o primeiro a discutir seriamente o estudo das emoções em animais, em seus livros A Origem das espécies (1859), A descência do homem e seleção em relação ao sexo (1871) e A expressão das emoções no homem e nos animais (1872) argumentou que existe uma continuidade entre as emoções humanas e dos animais e estágios transicionais entre as espécies, e que as diferenças residem muito mais no grau do que no tipo das emoções. Darwin viu a expressão emocional como uma comunicação externa de um estado interno, e a forma dessa expressão muitas vezes ultrapassa o seu uso adaptativo original. Por exemplo, Darwin observa que os humanos geralmente apresentam seus dentes caninos quando zombam de raiva e ele sugere que isso significa que um antepassado humano provavelmente utilizou seus dentes em ação agressiva. O movimento da cauda de um cão doméstico, por exemplo, pode ser usado de maneiras sutilmente diferentes para transmitir muitos significados, como ilustrado na obra autor.
As dúvidas acerca de que os animais são dotados de emoções, já percorrem um longo caminho para efetivamente, chegar-se à conclusão que não só possuem como há influência no seu comportamento individual e social, como também a cognição para determinar diversas tomadas de decisões. Estes aspectos, se tornaram de cunho extremamente relevante e nossos estudos se baseiam não apenas em entender o que está acontecendo com aquele animal, mas quais mecanismos estão por trás destes, isso porque determinadas ações influenciam tanto positivamente, como negativamente na vida e bem-estar destes.
Como sabemos, a fisiologia está envolvida em detalhar a funcionalidade exercida pelo organismo de forma separada e como um todo. Quando nos dirigimos especificamente ao entendimento dos sinais que nos levam a associar o comportamento animal como uma cognição e emoção, devemos considerar os tipos de mecanismos neurais, receptores sensoriais, hormônios, região cerebral associada com questões comportamentais que estão sendo estimuladas, ritmos biológicos que fazem aquele animal ser mais ativo ou não em determinado período do dia, e como ele irá agir diante disso para tentar sobreviver.
No caso dos receptores podem ser: quimiorreceptores, mecanorreceptores, fotorreceptores, termorreceptores, eletrorreceptores, magnetorreceptores, nociceptores. O mecanismo neural associado à esses receptores, se dá porque neurônios respondem a estímulos, que alteram a permeabilidade de suas membranas a íons positivos, que se carreados para dentro da membrana, modificam a carga elétrica dessa célula em relação ao ambiente interno e externo, sendo essa mudança substancial, irá se difundir pelo corpo celular e axônio, essa mudança no potencial elétrico é o que chamamos de potencias de ação, quando este chega ao axônio, pode haver liberação de um neurotransmissor, até a sinapse, levando em conta sua intensidade, localidade, duração. Os neurotransmissores podem alterar a permeabilidade da membrana da célula seguinte e sucessivamente, indicando um aumento ou diminuição das chances desse neurônio produzir seu próprio potencial de ação. Se for gerado um potencial de ação em resposta a um estimulo provido pela célula antecessora na rede, a mensagem pode passar para a próxima célula e para outra, até que esses potenciais iniciados por diversos receptores diferentes haja inibindo ou excitando o SN, para que codifique e gere uma resposta adequada ao neurônio efetor que atuará no organismo desse indivíduo. Os hormônios, como cortisol, adrenalina, serotonina, tem potente ação no comportamento do animal, já que estes incitam luta, fuga, hibernação, sono, estresse. Estudos com diferentes animais, destacam que a região chamada sistema límbico, tem total influência sobre o comportamento, emoções, memória, algo que a neurociência já comprova passível dos animais terem.
Um exemplo de como esses estímulos sensoriais acabam totalmente por influenciar o comportamento dos animais, é relatado em Comportamento Animal: uma abordagem evolutiva, (1975). Machos de abelha Centris Pallida, associa qualquer coisa mais ou menos do tamanho da abelha fêmea de mesma espécie, apta a copulação, como houve a tentativa de corte no polegar do autor. Isto ocorre devido aos sinais sensoriais gerados por seus mecanorreceptores, essas sensações táteis irão para partes do SN, e serão produzidas mensagens posteriormente traduzidas em séries complexas de comandos musculares. A ocorrência desse visto, se dá pelo fato do SN do macho C. Pallida não possuir o mecanismo apurado para seletividade. E, em casos assim, ocorrem respostas complexas a estímulos simples, todavia já é possível compreender que existem diversas propriedades adaptativas que fazem aquele indivíduo sobreviver e reproduzir de acordo com o meio e modo como sua espécie utiliza.
Estes estudos, revelam inclusive a necessidade de compreender de que forma os animais utilizam a cognição e emoção para desempenhar suas múltiplas tarefas dentro da natureza, como escolhem parceiras, bandos, associam situações com perigo eminente, lutam, evitam a luta, escolhem seus adversários, possuem memória, isto tudo está englobado em um complexo sistema cognitivo do qual os animais são dotados.
Nos animais domésticos a percepção de como esses comportamentos são apurados é visível. O fato de o cachorro demonstrar afetividade através do abanar da cauda, a passividade de adestramento em diversas espécies, através de reforços positivos, que dentro da fisiologia dizemos, condicionamento operante, o animal é incentivado a realizar determinada ação, porém ele tem voluntariedade para exercer ou não, caso realize há uma compensação positiva. Outro exemplo são os equinos, segundo um estudo britânico, estes possuem o maior número de músculos faciais, parecidos com os da face humana, que determina as expressões, contudo é nas orelhas dos equinos que há indicativo de alguns sinais comportamentais, como alerta, entusiasmos, inquietude. Sinais passíveis de observação já estão mais que comprovados dentro do âmbito animal, e com tendência evolutiva. E nos permite detectar possíveis sinais patológicos, inclusive para melhor intervir.